# José Unanue
José Unanue Ruiz (San Salvador del Valle, 1921 - 1994) fue un militante de izquierdas y sindicalista español.
José Unanue fue un trabajador metalúrgico vasco, militante del Partido Comunista de España (PCE), relevante luchador contra la dictadura franquista y uno de los fundadores del sindicato Comisiones Obreras, tanto en el País Vasco, con Comisiones Obreras de Euskadi, como en toda España.
Comisiones Obreras de Euskadi dio el nombre de "José Unanue Fundazioa" a la fundación creada para promueve análisis, estudios, debates, actividades de formación y de difusión sobre temas laborales, sindicales y económicos.

## Biografía
José Unanue nació el 12 de junio de 1921 en el barrio minero de Durañona de la localidad vizcaína de San Salvador del Valle (hoy en día Valle de Trápaga-Trapagaran), en el País Vasco (España), en el seno de una familia humilde. Su padre era Francisco Unanue, trabajador de Altos Hornos de Vizcaya y originario de Orozco. Su madre, Carmen Ruiz, era una sardinera de Santurce. Era el cuarto hermano de siete; tres mujeres y cuatro hombres.
La infancia de José Unanue paso en el barrio de Durañona, hasta que a los 15 años de edad entra a trabajar (falsificando su edad) como peón de minero en la mina San Luis de Bilbao (situada en el muelle Marzana). Poco después, deja la mina y entra en la empresa metalúrgica Aurrera, de Sestao. En esta empresa, Unanue participó en las primeras movilizaciones para mejoras de las condiciones laborables.
En 1937, cuando las tropas alzadas contra la legitimidad republicana entran en Bilbao, Unanue es detenido, enrolado en un batallón de trabajo y enviado a Zaragoza. Cuando vuelve a Bilbao comienza a a trabajar en la construcción, pasa por diferentes empresas y llega a la empresa constructora Arregui Constructores.
En 1941 está ya trabajando en Altos Hornos de Vizcaya. La empresa pasaba un mal momento por la escasez de carbón y la apertura de los Altos Hornos de Sagunto. José Unanue forma parte de la plantilla del taller "Forja Grande".  Participa activamente en la huelga del Primero de Mayo de 1947, aunque afirma no pertenecer a ningún partido político hay quien le relaciona con el Comité Provincial del PCE en Vizcaya. La huelga estaba planificada solo para una jornada, pero se prolongó durante tres días, Unanue opinó que 

... fue el entusiasmo de  la unidad lo que provocó, la huelga de 1947 demostró que con la unidad de las fuerzas políticas y sindicales, la clase obrera estaba ya dispuesta a luchar.

En 1948 se produce la des articulación de la estructura del PCE en Vizcaya, Unanue participa en su reconstitución. Después de 1952 se vuelve a rehacer el Comité Provincial de Vizcaya y Unanue ocupa el puesto de secretario de la organización, con este nuevo comité provincial el PCE comienza a abrirse hacia los sectores intelectuales de la población saliendo de los estrictamente obreros.
La represión del régimen franquista hace complicada la existencia de una estructura sindical y política. Con la directriz del partido de participar en las elecciones del Sindicato Vertical para infiltrarse dentro del sistema y el convencimiento de algunos grupos de trabajadores para realizar lo mismo, se produce una permeabilización del Sindicato Vertical. A la vez van surgiendo comisiones de trabajadores, que tiene como finalidad hacer de puente entre los trabajadores y la dirección de las empresas. En la huelga de 1953 en los Astilleros Euskalduna de Bilbao se crea una comisión de trabajadores para representar a los mismos durante el conflicto.
En 1956 los obreros metalúrgicos vizcaínos organizan la primera huelga contra el franquismo, que se prolonga, irregularmente, durante dos meses, y prende también en Barcelona. Durante la misma se eligen comités o comisiones de trabajadores para representar a los mismos. El periódico "Mundo Obrero" lo expresa de la siguiente forma: 

En Vizcaya y en Barcelona se crearon comisiones obreras elegidas democráticamente. Los trabajadores crearon sus propios órganos de lucha, sin dejar de utilizar las posibilidades legales.

La huelga logró que se reconociera el Primero de Mayo como festivo, relevantes subidas salariales y el establecimiento de los salarios por medio de las "reglamentaciones del trabajo", el coste fue de más de 600 desterrados, entre ellos José Unanue, que sería encarcelado y perdería su trabajo en Altos Hornos de Vizcaya.
En 1958 es detenido en Bilbao, y la ficha policial apunta el prestigio que José Unanue gozaba entre los obreros de Altos Hornos de Vizcaya. El 15 de noviembre de 1958 se celebra un consejo de guerra contra Unane y otros compañeros, que sentencia 8 años para José Unanue, tras una petición de 12 y medio. Unanue, en su alegación, dice; 

El mero hecho de defender en nuestro lugar de trabajo y en los sindicatos los intereses de los trabajadores, no significa ningún acto de rebelión militar. Lo que si considero un acto de rebelión es mantener a los obreros en una situación en la cual no pueden cubrir, ni siquiera, el cincuenta por ciento de sus necesidades. No niego haber confeccionado propaganda clandestina. Pero, ¿qué hemos dicho nosotros en nuestra propaganda? Os digo que los trabajadores pasan hambre y calamidades. Esto no es un acto de rebelión, sino una verdad...

De los ocho años de condena cumplió tres y medio en Burgos. Sale de la cárcel y entra a trabajar en los Talleres Urbasa de Portugalete, donde establece su residencia junto a su esposa Fonsi.
En 1962 se realiza una importante huelga en Vizcaya y se forma la Comisión Obrera Provincial de Vizcaya. Se boicotean las elecciones de 1963 como protesta de la represión realizada en 1962, pero CCOO ve como prioritaria la participación en las elecciones sindicales de 1966; José Unanue es partidario e impulsor de esta estrategia. Esas elecciones se salda con un triunfo de CCOO en las grandes fábricas de Vizcaya que logra más representación que el Sindicato Vertical.
Los años 1966 y 1967 estuvieron marcados por la huelga de Bandas de Laminación de Echévarri y la caída de la Mina del Alemán en San Salvador del Valle el 12 de marzo de 1967. José Unanue es detenido en varias ocasiones y el 21 de abril se decreta el estado de excepción. En la Mina del Alemán se reunían más de 200 cargos sindicales de 38 empresas diferentes. Hubo más de 150 detenidos, de los cuales, tras tres días de interrogatorio, fueron encarcelados 20, José Unanue entre ellos. Los cargos sindicales electos de CCOO fueron destituidos y la organización fue declarada ilegal.
José Unanue fue uno de los miembros de CCOO y del PCE que mantuvieron la relación con ETA, jugando un papel fundamental en el buen entendimiento entre ambas organizaciones. Unanue se exilia a finales de los años 60 y principios de los 70 en Francia, donde pasa tres años y medio en París, lo que le permite conocer el sindicalismo francés.
Cuando vuelve a España entra a trabajar en Urbasa y se implica de nuevo en la constitución de CCOO, siendo uno de los principales coordinadores de ese sindicato en Vizcaya. En octubre de 1975 es detenido y encarcelado en el penal de Carabanchel, acusado de asociación ilícita y de propaganda ilegal, coincidiendo con Marcelino Camacho, Nazario Aguado y Nicolas Sartorius entre otros. También con el miembro del Opus Dei y antifranquista Rafael Calvo Serer, quien no dudo en trabajar junto al PCE en la creación de la Junta Democrática.
El 4 de agosto de 1976 sale de la cárcel gracias a la amnistía decretada al comienzo de la Transición. El día 5 de agosto Unanue, junto con otros liberados, dan una rueda de prensa, donde piden que la amnistía se extienda a los miembros de ETA encarcelados.
El 8 de agosto José Unanue vuelve ser detenido junto a Ramón Ormazábal por redactar información sobre el IV Pleno del Comité Central de Partido Comunista de Euskadi, siendo liberado al poco tiempo sin cargos.
Se reincorpora a su puesto de ajustador de 2º en el Departamento de Metalúrgicos y Calidad de AHV. En las elecciones sindicales de 1977 sería nombrado presidente del Comité de Empresa de la factoría de Sestao, realizando una labor de entendimiento y trabajo conjunto con las otras fuerzas sindicales presente en ese comité y en los de las otras factorías de AHV.
En la primavera de 1978 se celebra el I Congreso de Comisiones Obreras de Euskadi, cuya mesa ejecutiva es presidida por José Unanue, y donde se eligió la 1ª Comisión Ejecutiva del sindicato, en la que Unanue estaba presente.
En 1981 José Unanue se adhiere al Plan de Jubilaciones que pone en marcha la empresa como parte de la estructuración que la llevaría al cierre en 1996 después de una larga crisis; Unanue se jubila en 1983.
Con una salud muy precaria limitó su colaboración con CCOO y el PCE, aunque nunca llegó a desvincularse completamente de los mismos.  Enfermo de cáncer de estómago, fallece el 21 de abril de 1994 en el Hospital de Cruces, en la localidad vizcaína de Baracaldo.

## José Unanue Fundazioa
Comisiones Obreras de Euskadi con la intención de promover estudios y análisis así como la memoria histórica de las lucha obrera y del propio sindicato crea una fundación que se encargue de dichas tareas. Como homenaje a la figura de José Unanue, teniendo en cuenta su trayectoria de lucha sindical y su compromiso con el Movimiento Obrero, da su nombre a la fundación.
La Fundación realiza estudios y publicaciones sobre temas sindicales, políticos y sociales. Mantiene un importante archivo documental y testimonial del movimiento obrero en el País Vasco bajo la dictadura franquista.
- Archivo Audiovisual Unanue Fundazioa

### Publicaciones
Algunas de las obras publicadas son:
- Una perspectiva judicial de la reforma laboral, año 2012.
- El acceso a la vivienda en Euskadi, año 2011.
- Apuntes para una historia de CCOO de Euskadi Parte I (1947-1978), año 2011.
- Apuntes para la historia de CCOO de Euskadi Parte II (1978-2008), año 2011.
- Estado de bienestar 2/2, año 2005.
- Estado de bienestar 1/2, año 2005.

### Actividades
Algunas de las actividades realizadas por la Fundación son:
- Jornada de formación de asesores/as Inadi
- X Escuela Sindical Pedro Gómez. "Políticas de austeridad y cohesión social".
- jornada de recuerdo y reflexión sobre la "Huelga de Bandas. 163 días en lucha".
- jornada de recuerdo y reflexión "Aquella primavera del 62. Las huelgas en Asturias y en el País Vasco".
- Conferencia sobre "El sistema de salud y las personas mayores. Sostenibilidad y propuesta de reforma".
- Conferencia sobre  "Fuentes orales e historia del movimiento obrero".
- IX Escuela Sindical Pedro Gómez  "Retos del sindicalismo europeo…".
- Acto sobre el "40 aniversario del Juicio de Burgos".
- Jornada sobre el "Puerto exterior de Pasajes y política portuaria vasca".[2]